# Amílcar Ángel Mercader
Amilcar Ángel Mercader (La Plata, província de Buenos Aires, 9 de agosto de 1896 - La Plata, província de Buenos Aires, Argentina, 5 de junho de 1967) foi um advogado, juiz e ministro do Supremo Tribunal de Justiça Argentino. Foi pai da política e escritora Martha Mercader.

## Actuação profissional e política
Estudou na Faculdade de Ciências Jurídicas e Sociais da Universidade Nacional de La Plata, onde formou-se advogado em 1916, quando já havia se envolvido no jornalismo local.
Militou na União Cívica Radical e durante os governos radicais foi secretário de um tribunal civil e comercial de La Plata (1918-1921), e posteriormente oficial maior do ministério de Governo provincial e comissário nos municípios de Avellaneda, Mercedes, Luján e Salto entre 1921 e 1924. 
Entre 1924 e 1930 foi presidente do Tribunal de Contas provincial e ali cessou suas atividades na administração pública. Em 1942 presidiu a Associação de Advogados de La Plata. 
Em dezembro de 1948 foi eleito, pela União Cívica Radical, membro integrante da Convenção Constituinte que se reuniu em janeiro de 1949 e reformou a Constituição Nacional Argentina; nesse contexto, contestou as reformas e retirou-se da convenção. 
Foi advogado de Ricardo Balbín nos seus anos como preso político, durante o peronismo. 
Após a deposição de Perón, o governo militar designou-o em 1955 juiz da Suprema Corte de Justiça provincial, cargo que desempenhou até 1958.
Em 1963, o presidente José María Guido nomeou-o Procurador do Tesouro da Nação; já com Arturo Umberto Illia na presidência, Mercader mantém seu cargo. Nesta função, opinou em favor da anulação de alguns dos contratos com empresas petroleiras norte-americanas, assinados durante a presidência de Arturo Frondizi, reclamação que tinha sido proposta por Illia durante sua campanha eleitoral. Mercader sustentou que foram assinados por uma decisão política adotada em condições incompatíveis com o objeto dos atos jurídicos e com cláusulas sutis e difusas, mediante um sistema inusitado nos negócios da República.  

## Actuação na Suprema Corte de Justiça da Nação
Para substituir a José Federico Bidau, que havia renunciado ao seu cargo na Corte Suprema de Justiça da Nação, o presidente Illia, por decreto Nº 515 do 25 de janeiro de 1965 propôs e o Senado aprovou Mercader, quem jurou o 3 de fevereiro.
Compartilhou a Corte Suprema, em diferentes momentos, com Luis María Boffi Boggero, Benjamín Villegas Basavilbaso, Pedro Aberastury, Ricardo Colombres, Esteban Imaz e Carlos Juan Zavala Rodríguez.
Com o golpe de estado de 28 de junho de 1966, teve seu mandato cassado junto aos demais integrantes da Corte pelo decreto Nº 3 do 28 de junho de 1966.
Faleceu em La Plata, no dia 5 de junho de 1967.

## Obras
Escreveu, entre outras obras, Os poderes da Nação e das províncias para instituir normas processuais (1939), O silêncio no processo (1940), A ação, sua natureza dentro da ordem jurídica (1944), O abuso do direito na reforma do Código Civil Argentino (1944).